# Караозек (Зерендинський район)
Караозе́к (каз. Қараөзек) — село у складі Зерендинського району Акмолинської області Казахстану. Входить до складу сільського округу імені Сакена Сейфулліна.
Населення — 97 осіб (2021; 177 у 2009, 263 у 1999, 229 у 1989).
Національний склад станом на 1989 рік:
- казахи — 100 %.